# Public Sénat
Pour les articles homonymes, voir Sénat.
Public Sénat est la chaîne de télévision du Sénat français. Lancée le 25 avril 2000, Public Sénat diffuse ses programmes 24 heures sur 24 sur Internet et sur les réseaux IPTV et émet sur la TNT métropolitaine en alternance avec LCP-AN, la chaîne de télévision de l'Assemblée nationale, avec qui elle forme La Chaîne parlementaire (LCP).
Comme sa chaîne sœur de l'Assemblée nationale, Public Sénat relevant de la responsabilité des assemblées d'élus, elle n'est donc pas directement soumise au contrôle de l'Arcom (ex-Conseil supérieur de l'audiovisuel), à l'instar de la chaîne Arte.

## Histoire
Conçue pour constituer le canal de La Chaîne parlementaire créée par la loi du 30 décembre 1999, Public Sénat, lancée le 25 avril 2000, commence à émettre ses programmes à parité de temps d’antenne avec LCP-AN.
En janvier 2008, Public Sénat lance une version 24 heures sur 24 sur son site Internet. La version 24h/24 arrive ensuite sur l'ADSL (Freebox TV) en juillet 2008. La chaîne possède ainsi ses propres canaux de diffusion, en plus de la version à temps d'antenne partagé avec la chaîne parlementaire de l'Assemblée nationale (LCP-AN) sur la TNT.

## Identité visuelle

### Logos

Logo de la chaîne du 25 avril 2000 au 31 août 2006.
Logo de la chaîne du 31 août 2006 au 11 janvier 2010.
Logo de la chaîne du 11 janvier 2010 au 16 septembre 2019.
Logo de la chaîne depuis le 16 septembre 2019.

## Émissions
Voici une liste non exhaustive des émissions diffusées sur Public Sénat pour la saison 2020-2021, :

### Émissions d'actualité
- Bonjour Chez Vous ! : la matinale de Public Sénat présentée par Oriane Mancini du lundi au vendredi à 7h30. Chaque matin, elle reçoit à 7h30 un sénateur puis à 8h un invité politique qui commente l’actualité nationale. Le rendez-vous s’inscrit également dans l’actualité locale grâce à un réseau de partenaires avec la presse quotidienne régionale[5].
- Allons Plus Loin : une émission de débat qui explique les grands sujets qui font la une, présentée par Rebecca Fitoussi du lundi au jeudi à partir de 18h. Entourée de chroniqueurs, elle revient sur l’actualité du parlementaire et nationale[6].

### Émissions consacrées au travail parlementaire
- Les Questions d’actualité au gouvernement : un échange hebdomadaire entre les sénateurs et les ministres le mercredi à partir de 14h, en exclusivité sur Public Sénat[7], présentée par Tâm Tran Huy.

- Audition Publique, présentée par Francis Letellier : Chaque lundi à 19h en direct sur Public Sénat et sur le site du Figaro, un invité politique est tour à tour interrogé par Brigitte Boucher (LCP-AN), Tâm Tran Huy (Public Sénat) et Yves Thréard (Le Figaro). Un député et un sénateur participent également à cette interview politique.

- Sénat Stream – Questions aux sénateurs : le mercredi à partir de 14h, Jean Massiet commente les questions aux gouvernements au Sénat. Il interroge ensuite un sénateur pendant une heure, qui répond également aux questions de sa communauté. C'est la première émission consacrée à la politique à être diffusée sur Twitch[8].

- Parlement Hebdo : à partir de reportages produits par les rédactions des chaînes parlementaires, l’actualité législative est mise en perspective avec une personnalité politique invitée à commenter et analyser les temps forts de la semaine du Sénat et de l’Assemblée nationale. En partenariat avec LCP-AN.

- Les Matins du Sénat : chaque jour à partir de 11h, l'émission diffuse et décode les moments forts de l’examen des textes dans l’hémicycle ainsi que des auditions d’experts et de personnalités politiques entendus par les commissions du Sénat.

### Émissions magazines
- Manger c’est voter : avec les sénatrices et les sénateurs, Vincent Ferniot (succédant, à partir de décembre 2021, à Périco Légasse, qui animait l'émission depuis les débuts de celle-ci)[9] va à la rencontre des acteurs du patrimoine agricole et nourricier de leur région[10].

- Livres & Vous… : chaque semaine Guillaume Erner reçoit des personnalités du monde littéraire, de la pensée ou de la politique. A travers les ouvrages et leurs auteurs, l'émission analyse les thématiques de fond de l'actualité. Une émission en partenariat avec France Culture et le Centre national du livre[11],[12].

- Ici l’Europe : tous les samedis, Caroline de Camaret et Marie Brémeau interrogent parlementaires et politiques depuis le Parlement européen à Bruxelles pour mieux comprendre les enjeux européens, en partenariat avec France 24[13].

- Terra Terre : émission consacrée à l’écologie et aux initiatives citoyennes pour préserver la planète. Entièrement tournée à l’iPhone, Wendy Bouchard discute avec des invités importants d’une thématique environnementale et de ces solutions[14].

- Dialogue Citoyen : émission qui met face-à-face des sénateurs et des citoyens, présentée par Rebecca Fitoussi. Autour d’un thème général, ils débattent sur les sujets qui agitent la société. Son objectif est de rétablir le dialogue entre Français et élus.

- Hashtag : émission hebdomadaire, chaque jeudi à 22h, qui décrypte la communication politique par les réseaux sociaux. Hélène Risser et ses invités analysent les images, slogans qui inondent le quotidien.
- Un monde en docs : émission de débat qui suit la diffusion d’un documentaire, chaque samedi à 22h.

### Documentaires et fictions
Tous les samedis à 21h, Public Sénat consacre une large partie de sa programmation au genre documentaire. Les documentaires sont un des piliers éditoriaux majeurs de la chaîne,.
- Un monde en docs : un documentaire suivi d’un débat de 35 minutes pour aller plus loin sur le sujet avec des experts et spécialistes autour du sujet abordé dans le documentaire.

- Les vendredis de l’Histoire : depuis novembre 2020, Public Sénat propose dans la case du vendredi à 22h un documentaire ou une fiction historique.

## Organisation

### Présidents-directeurs généraux
Le président-directeur général de Public Sénat est élu pour 3 ans. Ce mandat est reconductible.
- 2000-2009 : Jean-Pierre Elkabbach
- 2009-2015 : Gilles Leclerc[17]
- 2015-2021 : Emmanuel Kessler[18]
- 2021-2024 : Christopher Baldelli[19]
- 1er décembre 2024-2025 : Michel Laugier (intérim)
- depuis 2025 : Jean-Emmanuel Casalta[20]

### Secrétaires généraux
- 2000-2010 : Rémi Tomaszewski
- 2011-2014 : Maïa Wirgin
- 2014-2016 : Jean-Marc Boero
- 2016-2020 : Muriel Signouret
- 2020-2022 : Karine Duquesnoy
- Depuis 2022 : Guillaume Pfister[21]

### Capital
Le capital de Public Sénat est de 120 000 €, détenu à 100 % par le Sénat.

### Budget
En 2005, le budget de LCP était de 19 644 060 euros. Il se composait de celui de LCP - Assemblée nationale (LCP-AN) qui s'élevait à 9,439 millions d'euros, et de celui de Public Sénat qui montait à 10,204 millions. Après une stagnation de son financement entre 2002 et 2004, LCP connait une croissance importante de son budget à partir de 2005. En effet, les deux chaînes connaissent une période de stabilité dans leur budget : entre 2001 et 2003 pour LCP-AN, et de 2002 à 2004 pour Public Sénat.
En 2010, son budget est de 15,6 millions d'euros, dont 3,8 millions de coûts de diffusion TNT.
En 2014, son budget est de 18,6 millions d'euros, dont 4,5 millions de coûts de diffusion TNT.
|          | 2000 | 2001      | 2002      | 2003      | 2004      | 2005       | 2006 | 2007 | 2008 | 2009 | 2010       | 2011 | 2012 | 2013 | 2014       | 2015       | 2016       |
| -------- | ---- | --------- | --------- | --------- | --------- | ---------- | ---- | ---- | ---- | ---- | ---------- | ---- | ---- | ---- | ---------- | ---------- | ---------- |
| Total    |      | 6 250 410 | 7 775 000 | 7 775 000 | 7 775 000 | 10 204 600 |      |      |      |      | 15 600 000 |      |      |      | 18 600 000 | 18 600 000 | 18 000 000 |
| Dont TNT |      |           |           |           |           |            |      |      |      |      | 3 800 000  |      |      |      | 4 500 000  |            |            |

### Locaux
Le siège de Public Sénat se situe au 20, rue de Vaugirard à Paris (6e arrondissement), à proximité du Palais du Luxembourg, où est installé le Sénat.

## Diffusion
Outre la diffusion gratuite sur la TNT en temps partagé avec LCP-AN, Public Sénat est diffusée 24 heures sur 24 sur son site Internet, sur la plateforme Molotov TV, ainsi que sur les box des opérateurs télécom (Free, Bouygues, SFR et Orange).
Plus de 20 000 vidéos à la demande gratuites sont visionables sur le site internet de la chaîne.